# Марків Іван Євдокимович
Не плутати з іншими отаманами, що носили псевдонім Хмара
Марків Іван Євдокимович  (псевдоніми Чорна Хмара, Іван Хмара) — український отаман-повстанець, двоюрідний брат Гаврила Гордієнка.
У 1920 році діяв проти радянської влади у Гайсинському й Уманському повіті, маючи у своєму загоні 300 кінноти і 300 піхоти. 1921 разом з Нестором Махном, Антоном Волжаном та іншими опинився в Польщі у таборі Стшалково.
За спогадами Гаврила Гордієнко, в  1950-х роках  Іван Хмара повернувся додому. Жінка його полька і донька не захотіли з ним їхати і залишилися в Польщі. пізніше перебував в Сибіру та невідомо чи примусово, чи добровільно десь на новобудовах, чи лісорозробках. Там скалічив собі руку і втратив працездатність. Згодом повернувся до Запоріжжя.